# Outlander (film)
Outlander is een Amerikaanse film uit 2008 van Howard McCain, met in de hoofdrollen James Caviezel en Sophia Myles. De film werd voorvertoond op het Berlijn Fantasie Filmfestival. Opnames werden gemaakt op Newfoundland en Labrador in Canada, nadat geplande opnamen niet doorgingen in Nieuw-Zeeland.

## Verhaal
Er stort een ruimtevaartuig tussen de fjorden in het oude Noorwegen en daarmee ook in de tijd van de Vikingen. Tussen de wrakstukken komen twee gezworen vijanden vandaan, de eerste is een krijger van een andere planeet genaamd Kainan, de ander een bloeddorstig monster bekend als Moorwen. Beiden zoeken wraak maar Kainen sluit een verbond met de Vikingen om het monster Moorwen, die alles en iedere Viking op zijn pad vermoordt, uit te schakelen.

## Rolverdeling
- James Caviezel: Kainan
- Sophia Myles: Freya
- Jack Huston: Wulfric
- Ron Perlman: Gunnar
- John Hurt: Rothgar
- John Beale: Edmund
- Katie Bergin: Sonja
- Matt Cooke: Captain
- Aidan Devine: Einar